# 1947 في الجزائر
الأحداث من عام 1947 في الجزائر.

## الأحداث
- 15 يونيو – تأسيس نصر رياضي حسين داي.
- 15 فبراير – إنشاء تنظيم شبه العسكري المدعو المنظمة الخاصة بالعاصمة وتعيين محمد بلوزداد مسؤولا عن هذا التنظيم.
- 20 سبتمبر – تأسيس الملعب الإفريقي السطايفي
- تأسيس الشباب الرياضي لبلدية عين الفكرون
- تأسيس الجمعية الرياضية لأولمبي الشلف